# تاترا تی ۸۱۰

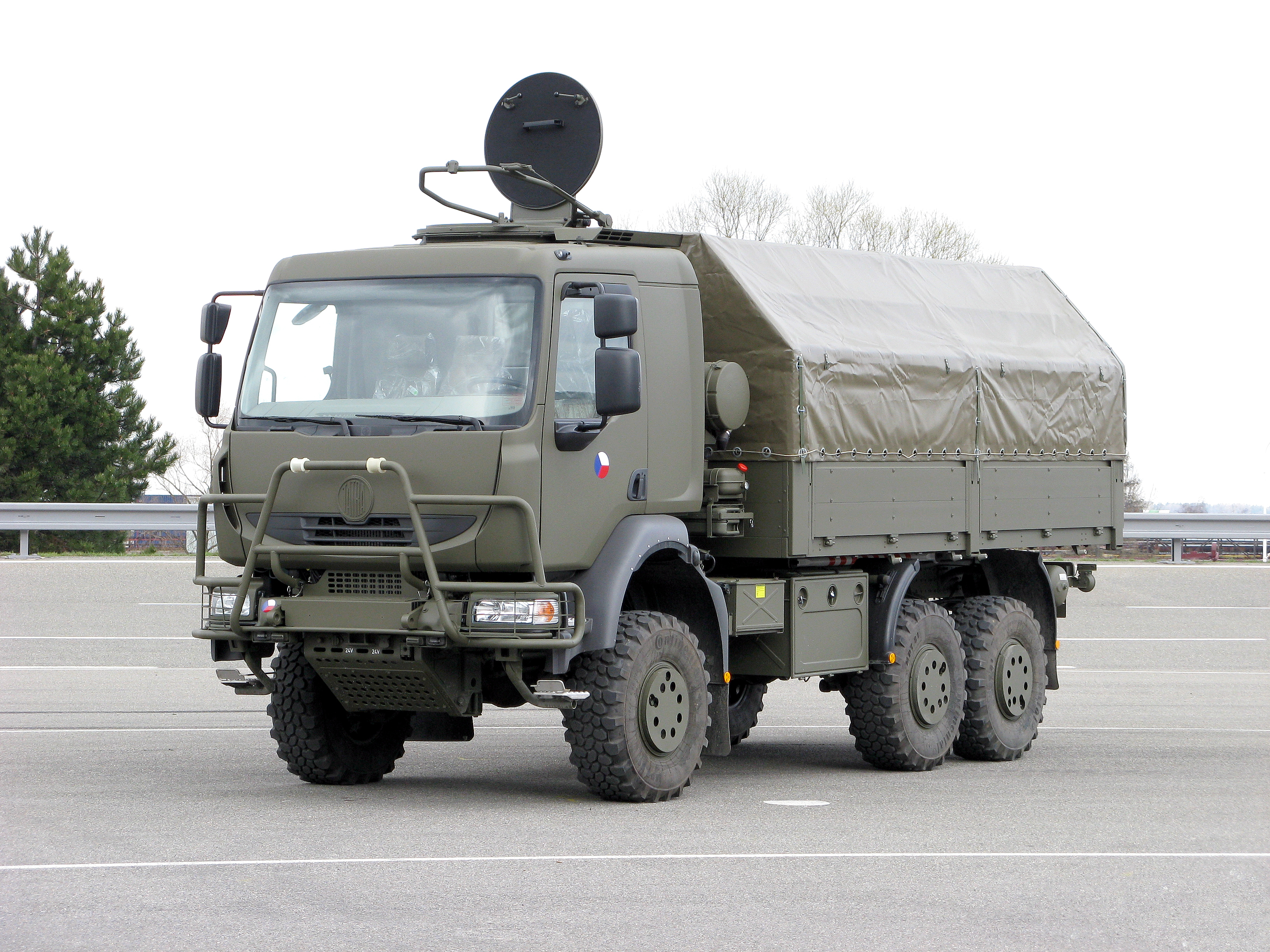

تاترا تی ۸۱۰ (Tatra T ۸۱۰) خودرویی است که از سال ۲۰۰۸ تا کنون در موراوی و جمهوری چک تولید شده‌است. است. سیستم جعبه‌دندهٔ آن به صورت دستی است.